# CERS Cup 1980/81
Der CERS Cup 1980/81 war die erste Auflage des nach der CERH European League wichtigsten europäischen Wettbewerb im Rollhockey. Nur wenige Vereine nahmen daran teil. Sieger wurde der portugiesische Vertreter GD Sesimbra. Überraschend war der Finaleinzug des niederländischen Vereins RC de Lichtstadt.

## Turnierbaum
|  | Erste Runde      | Erste Runde |  |  | Viertelfinale       | Viertelfinale    |    |                     | Halbfinale  | Halbfinale |  |  | Finale | Finale |
|  |                  |             |  |  |                     |                  |    |                     |             |            |  |  |        |        |
|  |                  |             |  |  |                     |                  |    |                     |             |            |  |  |        |        |
|  |                  |             |  |  | Amatori Wasken Lodi | 11               |    |                     |             |            |  |  |        |        |
|  |                  |             |  |  | HC Bellerive Vevey  | 6                |    |                     |             |            |  |  |        |        |
|  |                  |             |  |  |                     |                  |    | Amatori Wasken Lodi | 7           |            |  |  |        |        |
|  | CP Vic           | 4           |  |  |                     | GD Sesimbra      | 13 |                     |             |            |  |  |        |        |
|  | CE Noia          | 6           |  |  | CE Noia             | 7                |    |                     |             |            |  |  |        |        |
|  | GD Sesimbra      | 22          |  |  | GD Sesimbra         | 9                |    |                     |             |            |  |  |        |        |
|  | RS Gujan-Mestras | 6           |  |  |                     |                  |    |                     | GD Sesimbra | 4          |  |  |        |        |
|  |                  |             |  |  |                     | RC de Lichtstadt | 3  |                     |             |            |  |  |        |        |
|  |                  |             |  |  | AD Valongo          | 4                |    |                     |             |            |  |  |        |        |
|  |                  |             |  |  | RC de Lichtstadt    | 5                |    |                     |             |            |  |  |        |        |
|  |                  |             |  |  |                     |                  |    | RC de Lichtstadt    | 10          |            |  |  |        |        |
|  |                  |             |  |  |                     | Hockey Corradini | 5  |                     |             |            |  |  |        |        |
|  |                  |             |  |  | TGS Ober-Ramstadt   | 5                |    |                     |             |            |  |  |        |        |
|  |                  |             |  |  | Hockey Corradini    | 13               |    |                     |             |            |  |  |        |        |
|  |                  |             |  |  |                     |                  |    |                     |             |            |  |  |        |        |

## Resultate

### Erste Runde
|             | Gesamt |                  | Hinspiel | Rückspiel |
| ----------- | ------ | ---------------- | -------- | --------- |
| GD Sesimbra | 22:60  | RS Gujan-Mestras | 8:4      | 14:20     |
| CP Vic      | 4:6    | CE Noia          | 2:2      | 2:4       |

### Viertelfinale
|                     | Gesamt |                    | Hinspiel | Rückspiel |
| ------------------- | ------ | ------------------ | -------- | --------- |
| AD Valongo          | 4:5    | RC de Lichtstadt   | 2:3      | 2:2       |
| CE Noia             | 7:9    | GD Sesimbra        | 6:3      | 1:6       |
| Amatori Wasken Lodi | 11:60  | HC Bellerive Vevey | 6:3      | 5:3       |
| TGS Ober-Ramstadt   | 05:13  | Hockey Corradini   | 2:6      | 3:7       |

### Halbfinale
|                     | Gesamt |                  | Hinspiel | Rückspiel |
| ------------------- | ------ | ---------------- | -------- | --------- |
| Amatori Wasken Lodi | 07:13  | GD Sesimbra      | 6:3      | 01:10     |
| RC de Lichtstadt    | 10:50  | Hockey Corradini | 6:1      | 4:4       |

### Finale
|             | Gesamt |                  | Hinspiel | Rückspiel |
| ----------- | ------ | ---------------- | -------- | --------- |
| GD Sesimbra | 4:3    | RC de Lichtstadt | 4:1      | 0:2       |